# Zaphne uniformis
Zaphne uniformis är en tvåvingeart som först beskrevs av Malloch 1918.  Zaphne uniformis ingår i släktet Zaphne och familjen blomsterflugor. Inga underarter finns listade i Catalogue of Life.